# Анджей Сапковський
А́нджей Сапко́вські (пол. Andrzej Sapkowski, нар. 21 червня 1948, Лодзь, Польща) — польський письменник-фантаст і публіцист. Українською мовою твори Сапковського виходили у видавництвах «Клуб сімейного дозвілля» (серія «Відьмак»), «Зелений пес» («Трилогія гуситська») та у журналі «Всесвіт».
Книги автора перекладено англійською, українською, болгарською, естонською, іспанською, італійською, китайською, корейською, литовською, нідерландською, німецькою, португальською, сербською, словацькою, угорською, фінською, французькою, чеською, шведською, японською, російською та іншими мовами. В самій лише Польщі продано близько 2 млн примірників його книг.

## Біографія
Народився 1948 році в місті Лодзь, де й закінчив місцевий університет, факультет зовнішньої торгівлі. З 1972 по 1994 рік працював у торгівлі.
1986 року написав фентезійну новелу «Відьмак», у якій створив свого головного героя — відьмака Ґеральта з Рівії, майстра меча й магії, який за гроші вбиває монстрів і різноманітні міфічні створіння у  фентезійному світі. Перші чотири оповідання про відьмака були видані в збірці «Відьмак».
1990 року вийшла друга книга письменника, що складалася із семи оповідань (як нових, так і тих, що були видані раніше) під одним загальним заголовком «Останнє бажання», яка була перевидана 1993 року. 1992 року Сапковські видав нову книгу про відьмака — «Меч призначення», куди увійшли ще шість новел (перевидана у 1994 році).
З 1994 по 1999 рік створив п'ятитомну сагу про Відьмака та Відьмачку, яка принесла йому світове визнання: «Кров ельфів» (1994), «Час погорди» (1995), «Хрещення вогнем» (1996), «Вежа ластівки» (1997) і «Володарка озера» (1999).
Пригоди Відьмака також були видані у вигляді шести коміксів (1993—1995) оформлених малюнками Богуслава Польха і з текстом Мацея Паровського. Крім того, у 2001 році польською телестудією Heritage Films був знятий 13-серійний телесеріал «Відьмак» за мотивами збірок про Ґеральта «Меч призначення» і «Останнє бажання» (режисер Марек Бродскі). На основі серіалу також був створений 130-хвилинний телефільм. 2004 року компанія «CD Projekt» почала роботу над RPG під назвою «Відьмак», гра вийшла 24 жовтня 2007 року. 17 травня 2011 року виходить продовження гри про пригоди Геральта під назвою «Відьмак 2: Вбивці королів», а 18 травня 2015 року — третя частина гри під назвою «Відьмак 3: Дикий гін».
Сапковські — автор сюжету книги-гри «Око Іррдеса», дуже популярної у Польщі.
У 1995 році була видана книга «Світ короля Артура» — есе — в котрому автор намагався розібратися у причинах популярності легенд про короля Артура серед сучасних читачів і про вплив цих легенд на творчість деяких авторів XX століття. Книга включає також новелу «Maladie» — власну варіацію за мотивами легенди про Трістана та Ізольду.
У 2001 році вийшла велика праця про міфологічні істоти — «Рукопис, знайдений у Драконячій печері» (бестіарій), в якій з притаманним автору почуттям гумору відкривається світ створінь, що населяють наш світ і світи письменників фентезі.
Серед заслуг автора також велика кількість критичних статей про фентезі й для тих, хто ним захоплюється, таких як «Посібник для початкових письменників фентезі», «Вареник, або немає золота в сірих горах» (стаття про сучасні проблеми фентезі, як літератури), «Меч, магія, екран» (про екранізації) і багато інших.
Він вже закінчив роботу над своєю другою сагою — «Трилогією про Рейневана» («Вежа блазнів», «Божі воїни», «Вічне світло»), в якій ідеться про середньовічну Європу і Гуситські війни.
5 січня 2009 року була презентована нова книга письменника — «Змія», дії якої відбуваються під час війни в Афганістані.
27 вересня 2010 року Анджей Сапковські розповів, що працює над новою книгою у світі «Відьмака», вихід нової книги у серії очікувався у 2013—2014 році. 2013 року вийшов новий роман у серії «Відьмак» — «Сезон гроз».
У 2016 році під час авторської зустрічі на «Полкон» письменник іронічно — негативно коментував вплив ігор «CD Projekt RED» на продаж та колекцію книг, оточення гравців реагувало на слова конкретним бойкотом Сапковського. Автор каже, що з його спостережень — його книги з обкладинкою комп’ютерної гри, тому деякі читачі думали що книга, заснована на грі, яка своєю чергою створює твору лодзького письменника вигляду другорядного, неоригінального.
2 жовтня 2018 року офіційні представники Сапковського зажадали від студії «CD Projekt RED», що створила серію ігор про Відьмака, виплати 6 % авторських винагород, інакше справа буде передана до суду. Спочатку письменник відмовився від відсотка з прибутку і у 2002 році продав студії права на свої твори за 35 тис. злотих (приблизно 9500 доларів США), тому що не вірив в успіх цього заходу і негативно ставився до ігор. У 2019 боку владнали претензії в досудовому порядку (сума компенсації автору не розголошується), а в грудні 2019 року CD Projekt RED уклала з Сапковським нову угоду, по якій студія отримала права на видання нових відеоігор, настільних ігор, графічних новел та іншої супутньої продукції по світу «Відьмака».
У червні 2018 року було оголошено, що з нагоди 70-го дня народження Анджея Сапковського, одна з площі Лодзі буде названа на честь відьмака, Ґеральта з Рівії — головного героя книжкової серії письменника.
У серпні 2023 року Сапковський повідомив, що працює над новою книгою за всесвітом «Відьмака», яку він планує завершити у 2024 році .

## Особисте життя
Він одружений і мав сина Кшиштофа (1972—2019) від першого шлюбу.
Анджей Сапковський володіє кількома іноземними мовами .
Займався популяризацією настільних рольових ігор, як-от Dungeons & Dragons і Warhammer, але припинив, коли «в такі ігри в Польщі стали грати всі». Нейтрально ставиться до рольових ігор живої дії («нехай бігають»). До комп'ютерних ігор має винятково теоретичний інтерес: в інтерв'ю «Світу фантастики» 2005 року сказав, що ніколи не грав і не збирається, але не тому, що гидує іграми чи має щось проти них, а тому, що має кращі розваги .

## Нагороди
Сапковські отримав п'ять премій імені Януша Зейделя (три з них за оповідання «Менше зло», «Меч призначення» і «Вирва від бомби», а також дві за романи «Кров ельфів» і «Вежа блазнів»). А 1997 року письменник був нагороджений премією «Passport», яку присуджує тижневик «Polityka» за заслуги перед польською культурою. Крім того, у 2003 році він виграв іспанську премію «Ignotus», за найкращу антологію («Останнє бажання»), і «Музиканти» (найкраща іноземна розповідь), в тому ж році.[джерело?]
Анджей Сапковський став першим лауреатом David Gemmell Legend Award. Нагорода дісталася письменнику за книжку «Blood of Elves» (англійське видання роману «Кров ельфів») і була вручена у 2009 році у Лондоні.[джерело?]
Регулярно бере участь в «Євроконах»: у 2002 році — у Четеборі (Чехія), в 2004 році — у Пловдиві (Болгарія), у 2008 році — в Москві (Росія). А 13—16 квітня 2006 року брав участь в європейському конгресі наукової фантастики «Єврокон» у Києві.[джерело?]

### Відьмак
- Останнє бажання (пол. Ostatnie Życzenie), збірка з 7 оповідань (1990), (1994)
- Меч призначення (пол. Miecz Przeznaczenia), збірка з 6 оповідань (1992), (1993)
- Кров ельфів (пол. Krew Elfów) (1994)
- Час погорди (пол. Czas Pogardy) (1995)
- Хрещення вогнем (пол. Chrzest Ognia) (1996)
- Вежа Ластівки (пол. Wieża Jaskólki) (1997)
- Володарка Озера (пол. Pani jeziora) (1999)
- Сезон гроз (пол. Sezon burz) (2013)
- Роздоріжжя круків (пол. Rozdroże kruków) (2024)

### Сага про Рейневана
- Вежа блазнів (нім. Narrenturm) (2002)
- Божі воїни (пол. Boży bojownicy) (2004)
- Вічне світло (лат. Lux perpetua) (2006)

### Інші книги
- Рукопис, знайдений у Драконячій печері (пол. Rękopis znaleziony w Smoczej Jaskini) (2001)
- Змія (пол. Zmija) (2009)

### Оповідання
- Відьмак (Wiedźmin) (журнал «Fantastyka» 12/86, також входить до збірок Відьмак і Останнє бажання) (1986)
- Дорога, з якої нема вороття (Droga, z której się nie wraca) (журнал Fantastyka 8/88, також входить до збірки Відьмак) (1988)
- Зерно правди (Ziarno prawdy) (журнал «Fantastyka» 3/89, також входить до збірок Відьмак і Останнє бажання) (1989)
- Музиканти (Muzykanci) (вперше вийшло в антології Wizje Alternatywne) (1990)
- Менше зло (Mniejsze zło) (журнал «Fantastyka» 3/90, також входить до збірок Відьмак і Останнє бажання) (1990)
- Питання ціни (Kwestia ceny) (журнал «Nowa Fantastyka» 9/90, також входить до збірок Відьмак і Останнє бажання) (1990)
- Межа можливого (Granica możliwości) (журнал «Nowa Fantastyka» 9-10/91, також входить до збірки Меч призначення) (1991)
- Тандарадей! (Tandaradei!) (журнал «Fenix» 1/92) (1992)
- Вічний вогонь (Wieczny ogień) (входить до збірки Меч призначення) (1992)
- Трохи жертовності (Trochę poświęcenia) (входить до збірки Меч призначення) (1992)
- Меч призначення (Miecz przeznaczenia) (входить до збірки Меч призначення) (1992)
- Щось більше (Coś więcej) (входить до збірки Меч призначення) (1992)
- Крихта льоду (Okruch lodu) (журнал «Nowa Fantastyka» 7/92, також входить до збірки Меч призначення) (1992)
- Maladie (журнал «Nowa Fantastyka» 12/92, також входить до книги Світ короля Артура) (1992)
- Край світу (Kraniec świata) (входить до збірки Останнє бажання) (1993)
- Останнє бажання (Ostatnie życzenie) (входить до збірки Останнє бажання) (1993)
- Голос розуму (Głos rozsądku) (входить до збірки Останнє бажання) (1993)
- Вирва від бомби (W leju po bombie) (журнал «Fenix» 4/93) (1993)
- Золотий полудень (Złote popołudnie) (вперше вийшло в антології Тринадцять котів) (1997)
- Щось закінчується, щось починається (Coś się kończy, coś się zaczyna) (журнал «Czerwony karzeł» #5) (1999)
- Бойовий пил (Battle dust) (журнал «Czerwony karzeł» #7) (1999)
- Випадок в Місфіч Крік (Zdarzenie w Mischief Creek) (журнал «Nowa Fantastyka» 7/00) (2000)
- Іспанський хрест (Spanienkreuz) (журнал «Nowa Fantastyka» 4/07) (2007)

### Публіцистика і критика
- Без карти ні кроку (199?)
- Вареник, або немає золота в сірих горах (1993)
- Світ короля Артура (Świat króla Artura. Maladie) (1995)
- Меч, магія, екран (1997)
- Історія і фантастика (Historia i fantastyka) (2005)

## Переклади українською
- Анджей Сапковський. Відьмак (Оповідання). Переклад з пол.: Микола Рябчук. Київ: Журнал «Всесвіт». 1990.- № 8
  - (передрук) Анджей Сапковський. Відьмак (Оповідання). Переклад з пол.: Микола Рябчук // Пригоди, подорожі, фантастика-91. Київ: Молодь, 1991. 256 стор.: с. 190—217 ISBN 5-7720-0526-X
- Анджей Сапковський. Дорога, з якої нема вороття. Переклад з пол.: Ореста Ткачук; заставка та кінцівка Олега Блащука. Київ: Журнал «Всесвіт». 1993. № 2 (770)
- Анджей Сапковський. Зерно правди. Переклад з пол.: Валентин Корнієнко, Сергій Місюра. Київ: Журнал «Всесвіт». 1997. № 7
- Анджей Сапковський. Змія (фрагменти роману). Переклад з пол.: Ігор Пізнюк. Київ: Журнал «Всесвіт». 2014. № 3–4. стор. 95–150.
- Анджей Сапковський. Сталеголова (Оповідання) [уривок]. Переклад з пол.: Максим Безрук. Київ: Журнал «Всесвіт». 2024. № 1–4. стор. 318—321.

Трилогія «Сага про Рейневана»
- Анджей Сапковський. Вежа блазнів. (Книга 1). Переклад з пол.: Андрій Поритко. Київ: Зелений Пес. 2006. 736 с. ISBN 966-365-095-8 («Іноземний легіон»)
  - (передрук) Анджей Сапковський. Вежа блазнів (Книга 1). Переклад з пол.: Андрій Поритко. Харків: КСД. 2018. 688 с. ISBN 978-617-12-4755-0 («Гуситська трилогія»)
- Анджей Сапковський. Божі воїни. (Книга 2). Переклад з пол.: Андрій Поритко. Київ: Зелений Пес, 2006. 640 с. ISBN 966-365-101-6 («Іноземний легіон»)
  - (передрук) Анджей Сапковський. Божі воїни (Книга 2). Переклад з пол.: Андрій Поритко. Харків: КСД. 2018. 688 с. ISBN 978-617-12-5604-0 («Гуситська трилогія»)
- Анджей Сапковський. Вічне світло. (Книга 3). Переклад з пол.: Андрій Поритко. Київ: Зелений Пес / Гамазин, 2007. 632 с. ISBN 978-966-2938-55-5 («Іноземний легіон»)
  - (передрук) Анджей Сапковський. Вічне світло (Книга 3). Переклад з пол.: Андрій Поритко. Харків: КСД. 2019. TBA с. ISBN TBA («Гуситська трилогія») (готується до друку)

Серія «Відьмак»
- Анджей Сапковський. Відьмак. Останнє бажання. (Книга 1). Переклад з пол.: Сергій Легеза. Харків: Клуб сімейного дозвілля, 2016. 288, ISBN 978-617-12-0499-7
- Анджей Сапковський. Відьмак. Меч призначення (Книга 2). Переклад з пол.: Сергій Легеза. Харків: Клуб сімейного дозвілля, 2016. 368 с. ISBN 978-617-12-0498-0
- Анджей Сапковський. Відьмак. Кров Ельфів (Книга 3). Переклад з пол.: Сергій Легеза. Харків: Клуб сімейного дозвілля, 2016. 320 с. ISBN 978-617-12-1037-0
- Анджей Сапковський. Відьмак. Час Погорди (Книга 4). Переклад з пол.: Сергій Легеза. Харків: Клуб сімейного дозвілля, 2016. 320 с. ISBN 978-617-12-1038-7
- Анджей Сапковський. Відьмак. Хрещення вогнем. (Книга 5). Переклад з пол.: Сергій Легеза. Харків: Клуб сімейного дозвілля, 2016. 384 с. ISBN 978-617-12-1488-0
- Анджей Сапковський. Відьмак. Вежа Ластівки. (Книга 6). Переклад з пол.: Сергій Легеза. Харків: Клуб сімейного дозвілля, 2016. 400 стор. ISBN 978-617-12-1656-3
- Анджей Сапковський. Відьмак. Володарка Озера. (Книга 7). Переклад з пол.: Сергій Легеза. Харків: Клуб сімейного дозвілля, 2017. 576 стор. ISBN 978-617-12-3114-6
- Анджей Сапковський. Відьмак. Сезон гроз. (Книга 8). Переклад з пол.: Сергій Легеза. Харків: Клуб сімейного дозвілля, 2017. 352 стор. ISBN 978-617-12-3396-6